# Knut Schwippert
Knut Schwippert (* 1965) ist ein deutscher Erziehungswissenschaftler.

## Leben
Er erwarb 1982 den Realschulabschluss, 1984 die Facharbeiterprüfung zum Nachrichtengerätemechaniker, 1986 die Facharbeiterprüfung zum Informationselektroniker, 1989 die Allgemeine Hochschulreife, 1993 den Abschluss des Studiums zum Gewerbelehrer (Lehramt berufliche Schulen / Oberstufe) mit dem ersten Staatsexamen, 1998 die Promotion an der Humboldt-Universität zu Berlin und 2004 die Habilitation an der Universität Hamburg für das Fach International und Interkulturell Vergleichende Erziehungswissenschaft. Seit 2007 ist er Professor für Erziehungswissenschaft mit dem Schwerpunkt Internationales Bildungsmonitoring und Bildungsberichterstattung in Hamburg.
Seine Forschungsschwerpunkte sind effektive Schulen, Evaluation, Large-Scale Untersuchungen, Methoden in Large-Scale Untersuchungen und Systemmonitoring.

## Schriften (Auswahl)
- Optimalklassen: mehrebenenanalytische Untersuchungen. Eine Analyse hierarchisch strukturierter Daten am Beispiel des Leseverständnisses. Münster 2002, ISBN 3-8309-1095-9.
- mit Rainer Peek: Mehrsprachigkeit und Leseverständnis russlanddeutscher Grundschülerinnen und Grundschüler (MehrLe). Konzept und Ergebnisse einer Pilotuntersuchung in Hamburg und Berlin. Bericht für die Deutsche Forschungsgemeinschaft (DFG) (SCHW 890/1-1). Münster 2003, ISBN 3-926083-28-X.
- mit Martin Bonsen und Nils Berkemeyer (Hrsg.): Schul- und Bildungsforschung. Diskussionen, Befunde und Perspektiven. Festschrift für Wilfried Bos. Münster 2013, ISBN 3-8309-2903-X.
- mit Andreas Lehmann-Wermser und Veronika Busch (Hrsg.): Mit Musik durch die Schulzeit? Chancen des Schulprogramms JeKi – Jedem Kind ein Instrument. Münster 2019, ISBN 3-8309-3866-7.